# Мирски замък
Мирският замък (на беларуски: Мірскі замак, на литовски: Myriaus pilis) е голям отбранителен комплекс в градчето Мир, Гродненска област на Беларус.
Разположен е на западния бряг на река Мирянка и в план има формата на неправилен четириъгълник. На всеки ъгъл е издигната по една кула, а входната се намира в центъра на западната стена. В обширния двор е построен триетажен дворец, прилепен към северната и източната крепостни стени. Майсторското съчетаване на архитектурните стилове готика, барок и ренесанс превръщат комплекса в един от най-впечатляващите замъци в Европа. Това е първият частен каменен замък във Великото литовско княжество и в Беларус.
През 2000 година комплексът е добавен към списъка на Световното културно наследство към ЮНЕСКО. През 2006 година започва реставрацията на укреплението, която е завършена през 2011. В наше време замъкът има многопрофилна структура, тъй като в него са разположени музей, две концертни зали, хотел и ресторант. Посещава се от повече от 220 хиляди туристи годишно.

## История
Строителството на замъка започва през 1506 година. Построен е на терен, собственост на Юрий Илинич, маршал на Великото литовско княжество. За нуждите на строителството в околността са изградени два завода за тухли – в селата Пропаш и Бирбаш, а варта е доставяна от Свержен.
За изграждането на такова мощно фортификационно съоръжение има няколко причини. В началото на 16 век във Великото литовско княжество зачестяват набезите на кримските татари. Освен това неустойчивата политическа ситуация изостря враждебността между феодалните групировки вътре в страната. И на последно място Юрий Илинич се е стремял да получи графска титла от Свещената римска империя, едно от условията за което е наличието на собствен замък.
Фамилията Илиничи притежава замъка до 1568 година. След това преминава в ръцете на литовско-беларуския род Радзивили, които първи в държавата получават княжеска титла от Свещената римска империя. През годините собствеността над него преминава към графовете и князете Хохенлое, Берленбургови, Витгенщайнови, а от втората половина на 19 век до 1939 година е притежание на княжеския род Святополк-Мирски.
През 16 век, когато укреплението е собственост на Радзивилите, представлява земен насип с дървени стени и 4 дървени входа, които по-късно са заменени с каменни. Четирите врати имат собствени имена и пред всяка от тях се спуска подвижен мост. Това са Виленска, Менова, Замъкова и Слонимска. Пред вала е издълбан сух отбранителен ров.
Замъкът е силно пострадал през 1655 година по време на войната на Жечпосполита с Руското царство. Тогава той е завзет от войските на руския царски войвода Александър Трубецки и казаците на украинския хетман Иван Золотаренко.
По време на Великата северна война, през 1705 година, той е щурмуван и опожарен от шведските войски на крал Карл XII. През 1794, по време на въстанието на Тадеуш Косцюшко, замъкът е завзет от царските войски. През юли 1812 година, по време на Наполеоновите войни, под стените му се провежда жестоко сражение между ариергарда на ІІ руска армия, под командването на Пьотър Багратион и френската войска на маршал Луи Даву. По време на боевете са разрушени и опожарени дворецът, една от кулите, и са повредени крепостните стени. Повторно ново сражение става през ноември същата година, между французите и армията на адмирал Павел Чичагов.
След тези събития замъкът е запуснат и стои безстопанствен в продължение на почти едно столетие. В началото на 19 век той е възстановен, а четирите кули, с изключение на петата, която е изгоряла напълно, са покрити чак през 1870 година. По-късно е възстановен и дворецът.
През 1891 година замъкът е закупен от атамана на донските казаци Николай Святополк-Мирски. Николай и по-късно неговият син Михаил, с голям ентусиазъм започват ново строителство и сериозна реконструкция на всички елементи от укреплението. На юг от замъка са изградени двуетажен дворец и спиртоварна.
Реконструкцията и новото строителство се провеждат под ръководството на варшавския архитект и реставратор Теодор Бурше. В края на 19 век на юг от замъка е създадено голямо езеро с островчета, за защита на укреплението от тази страна. По-късно то става неотменна част от пейзажа на английския парк, заложен в края на 19 век. Михаил Святополк-Мирски прекарва тук целия си живот и през 1938 година е погребан във фамилната параклис-гробница в английския парк, построена по негово време.
През 1939 година, след присъединяването на Западна Беларус към територията на СССР, в замъка работи производствен артел, а по време на Втората световна война тук се намират еврейско гето и лагер за военнопленници. След войната в замъка са настанени местни хора, чиито домове са били разрушени. Последните от тях го напускат през 1962 година.

## Архитектура
Архитектурният комплекс Мирски замък представлява приблизителен квадрат със страни от около 75 метра. Състои се от резиденция-крепост, земни насипи, живописен парк в английски стил, италианска градина, езеро, параклис-гробница на рода Святополк-Мирски, стражеви дом, и крайпътен параклис.
Днес Мирският комплекс изненадва с архитектурната си хармония, единството с природата, рационалността и разумността на всички отбранителни структури, както и с простите си и лаконични форми. В него майсторски са съчетани военно-фортификационните съоръжения с пищността и величествеността на дворцовата постройка.
Значително влияние върху архитектурата оказват местните традиции. Декорацията и цветовото оформление на стените и кулите не са характерни за средновековните отбранителни съоръжения. Детайлите по-скоро напомнят на беларуските национални орнаменти, създадени на основата на езическите традиции. Пример за това са дълбоките декоративни ниши, добре измазани и оцветени в деликатен розов цвят, както и подчертаните хоризонтални пояси, при които са боядисани даже и фугите между тухлите.
Строителството на замъка се провежда на няколко етапа. През първото десетилетие на 16 век са издигнати стените и кулите, а в югозападната част на двора са разположени едноетажни тухлени постройки. Вторият етап обхваща 1520 – 1530 година, когато на ъгъла между южната и източната стена е построена голяма, също едноетажна сграда с обширно избено пространство. Новото здание заема значителна част от двора.
италиански майстори, под чието ръководство достроявянето става в ренесансов стил.
Най-ранните съоръжения, които се отнасят към 16 век, са изпълнени в готически стил. През 1568 година замъкът преминава във владение на Николай Радзивил. Предполага се, че той наема италианския архитект Джовани Бернардони и
Традиционният съществуващ парк е превърнат в италианска градина. Ябълковите дървета са изкоренени, а на тяхно място е оформено езеро. Зад него е построена спиртоварна, а недалеко от замъка е издигнат нов двуетажен дворец. Между него и замъка са посадени дървета и е оформен английският парк. Доста по-късно, през 1904 година, по проект на петербургския архитект Роберт Малферд, в парка е издигната фамилната параклис-гробница.
Третият строителен етап обхваща по-дълъг период – втората половина на 16 и първата половина на 17 век. Тогава над едноетажния корпус са издигнати още два етажа, а външните стени на така изградения дворец се сливат с крепостните стени. Сградата постепенно придобива ренесансови черти и става постоянна резиденция на фамилията Радзивил. В нея са иззидани част от бойниците, а на нивото на втория и третия етаж са оставени големи прозоречни отвори.
На територията на двора са разположени много битови, складови и селскостопански постройки, както и зеленчукова градина. По протежение на южната и западната стена са построени едноетажни служебни постройки. Край портата е изградено помещение за стражите с обзавеждане и бяла кахлена печка. На територията на замъка е разположена и конюшнята с плевня за сено и овес, сауна и селскостопански складове.

## Дворец
Дворецът се оформя, след като над голямата едноетажна сграда са вдигнати още два етажа. Проектът на новия дворец е изработен от архитект Мартин Заборовски. Новосъздадените жилищни помещения представляват класически образец на италиански ренесансов дворец, който обаче е построен с местни материали.
Първият етаж, който в Италия се изпълнява обикновено от грубостенен или дялан камък, тук е иззидан от неизмазани тухли. На нивото на втория и третия етаж фасадата е измазана. Широкото използване на местни материали обуславя и прилагането на местни художествени похвати. Пример за това са орнаменталните композиции от тъмночервени тухли, фугите между които са оцветени в бяло. Даже ренесансовото оформление на покрива като цяло напомня готическия стил, но прилича повече на покрива на югоизточната кула.
Структурата на новите етажи на замъка е много добре обмислена. Първият етаж и подземните помещения се ползват като оръжейна и склад за хранителни припаси. Лакеите и цялата графска администрация заемат втория етаж. На него са разположени още съдът и допълнителни канцеларии. Третият етаж е запазен за княжеските покои, от които по стълба и през каменен мост се достига до италианската градина.
Съответно на предназначението е оформен и интериорът на помещенията. Подовете в избата са каменни, стените – необработени, а за отопление са ползвани само примитивни огнища. Подът на втория етаж е настлан с керамични плочки и са поставени кахлени печки, облицовани с разноцветни плочки. Но третият етаж сияе от позлата, а декорациите са във всички цветове на дъгата.
В третия етаж се влиза през входно преддверие, водещо до многобройни зали и други помещения. Прозорците са направени от цветно стъкло в оловни и дървени рамки. Подовете са настлани с паркет, а помещенията се отопляват от високи, многоцветни кахлени печки. От таваните висят ковани полилеи за свещи, а стените са покрити с карелски гоблени и редица от скъпи оръжия.
След поредицата от войни, в началото на 18 век, княз Михаил Радзивил започва мащабно възстановяването на замъка. Покоите на княза на третия етаж са основно преработени. Вместо еднотипните квадратни помещения е създадена анфилада от различни по размер зали. За тази цел са съборени някои стени и са издигнати други, променено е и направлението на стълбището. Така се постига създаването на Парадна, Портретна и Бална зали, настлани с дъбов паркет. Стените и таваните са рисувани с позлата или са декорирани с резби. Замъкът е обзаведен с нови, превъзходни мебели, работа на известни майстори. Има богата украса от гоблени, картини, порцеланови и фаянсови художествени изделия. Възстановена е и италианската градина.

## Крепостни стени
Огневата мощ на кулите и тази на стените са органично съчетани и не съществува точка, която да не може да бъде достигната при стрелба. Дебелината на стените в долната си чест е около 3 метра, а в горната – 2 m. Изработени са с трислойна смесена зидария от тухли и камък.
Характерно за крепостните стени е, че те имат три нива на отбрана. Всичките четири стени, на най-долното си ниво, са прорязани от пушечни бойници с обширни камери. Поради големия им брой този пояс от огън е изключително мощен. На северната стена те са 9, на източната – също 9, на южната – 8 и на западната – 5.
Средното ниво на отбрана се намира приблизително на 8 метра височина от терена. То представлява коридор-галерия с височина над 2 метра и полукръгъл свод. От двете ѝ страни са предвидени многобройни бойници, които позволяват да се поддържа огън както навън, така и навътре към двора, в случай на пробив. Най-горното отбранително ниво се състои от бойни площадки, намиращи се на самия връх на стените и прикрити от парапета на бойниците.
По цялата дължина на крепостните стени, на височина 8 метра от терена, преминава един орнаментиран пояс от 6 реда тухли, широк 70 cm. На най-горния и най-долния ред тухлите са иззидани под ъгъл, с ръбовете навън, така че се оформя един декоративен бордюр. Между тях зидарията е леко вдлъбната, измазана с вар и се откроява много четливо на фона на червените тухли.

## Кули
Четирите ъглови кули са изградени между 1522 и 1526 година. След свързването им със стените, те остават извън очертанията им, а замъкът придобива квадратна форма в план. Издаването на кулите навън от стените дава възможност за по-точен артилерийски и пушечен огън върху нападателите. Петата кула е изградена в средата на западната стена, обърната в посока Вилнюс. Стилистично и конструктивно всички кули са подобни една на друга – с четириъгълна основа и продължаващи нагоре като 8-стенна призма с 4 широки и 4 тесни стени, стесняваща се към върха. При всяка кула преминаването към осмоъгълна призма става на различна височина. Различават се една от друга по размера на основите си, обема на помещенията и някои детайли. Всички са много подобни като планировка, обемно-пространствено решение, предназначение на етажите и наситеност с огневи позиции. В същото време всяка от тях има своята индивидуалност.
Разнообразието по фасадата се постига чрез поредица от различни по форма и размер декоративни екседри и ниши с изцяло полукръгла форма, отделени с орнаментирани пояси. През 16 век този маниер на работа е много характерен както при жилищното, така и при култовото строителство в Беларус. Като декорация и техника на изпълнение поясите са органично свързани със същите ленти, минаващи по крепостните стени. Така всички елементи на комплекса образуват една цялостна архитектурна композиция. Мощта на стените и кулите създават завършения образ на отбранителното съоръжение, което няма аналог в околните територии на Прибалтика, Полша и Русия.
Декоративният ефект се подчертава от използването на светла мазилка, която силно контрастира с тъмночервените тухли на зидарията. Тя е положена по нишите, поясите, обрамчва прозорците и бойниците. Зидарията е изпълнена по няколко различни начина, един от които е готическият тип зидария. Използвани са и два вида тухли – нормални червени и препечени, тъмночервени.
Местата на кулите са определени по такъв начин, че да се получи максимално добър флангови огън по продължение на стените, както и по подстъпите към тях. Най-много бойници са предназначени за пушечен огън. Всяка кула е планирана като самостоятелен отбранителен възел, тъй като е пригодена да поддържа кръгов обстрел. Така те са целесъобразни както в случай на пробив и при нахлуване на противника в двора, така и при щурм отвън.
Всяка кула, с изключение на входната, има по 5 етажа с голямо количество бойници и сложна система от вътрешни преходи. На най-горното ниво бойниците са тип машикули, издадени конзолно навън и позволяващи да се защитават непосредствените подстъпи към стените. От тях могат да се пускат камъни, гранати или даже да се излива вряла смола.

### Главна (входна) кула
От всички това е най-красивата и интересна кула, на базата на форми, пластика и орнаментация на фасадите. Шестетажната сграда се издига на височина 25 m и има размери в план 12х12 m. Фасадата е украсена с декоративни пояси и орнаментирани ниши с различни размери и форми, характерни за традициите на местната каменна архитектура. Такива са древнославянските бордюри и декоративните дървени дъски, свързани с резбовани детайли или с метални ленти, граничещи със стрехата на покрива. Към тях са добавени различни видове ниши – екседри с различни размери, полукръгли, триъгълни, правоъгълни и други.
В избения етаж на кулата е разположен затворът, също охраняван от стражи. До входа, на западната стена, се намира една бойница–машикула, за близък бой с нападателите. Според един инвентарен опис на замъка от 1688 година, кулата е съоръжена с три железни оръдия. През 18 и 19 век на втория етаж се намират християнски параклис и часовников механизъм, чийто циферблат е обърнат към двора.
Стената на първия етаж, по цялата си дебелина, е прорязана от единствения в замъка проход, с две големи дъбови порти – едната на входа, другата на изхода. Те се затварят с дебели дъбови талпи, за които в страничните стени са направени гнезда с размери 30х30 cm. Допълнително са защитени от специални герсове от ковани и заострени отдолу железни пръти, които се спускат от втория етаж през отвор с размери 2,80х0,4 m. В случай на опасност, преди още стражата да е затворила вътрешната порта, герсът се спуска много бързо и отсича входа към замъка. При вдигнато положение герсовете влизат в молитвената зала на параклиса.
В дебелината на зида е изсечено каменно стълбище, което води до четвъртия етаж с вход към всяко от нивата. Таваните на втория и третия етаж са засводени, а на самите етажи има съответно 6 и 7 бойници за стрелба от мускети и оръдия. Останалите етажи имат тавани от гредоред и по 8 бойници всеки. Горе кулата завършва с пояс от машикули, които съществуват до втората половина на 19 век.
Поради нарастващата сила на артилерията и за по-силна отбрана на входа към замъка, в края на 16 и началото на 17 век започва допълнително укрепване. За тази цел пред кулата е пристроен подковообразен барбакан с дебелина на стените 1,25 метра. В центъра на барбакана е оставена една нова порта, също запъвана с дървени талпи. Отгоре барбаканът завършва със зъбци и бойници и следователно в тази част също е имало бойна галерия. Вътре е изкопан котлован с дълбочина 2 метра, закриван от подвижен мост с дължина 9,75 m и ширина 9,5 m. Спуснатият мост ляга върху специална конструкция при основите, която изпълнява ролята на път за влизане. Отдолу мостът е обкован с железни пояси и шипове и при вдигнато положение изцяло закрива входната порта. Размерите на моста водят до предположението, че стените на барбакана са били не по-ниски от 10 метра. Барбаканът прекратява съществуването си в края на 19 век.

### Югозападна кула
От всички кули, най-добре и почти напълно е запазена югозападната, която позволява да се изучи системата на планировка и организацията на отбраната за всеки етаж поотделно. Основата ѝ има формата на неправилен квадрат с приблизителни размери 10х10 m, а височината на кулата е 23 метра. Сградата има мощен фундамент, достигащ на дълбочина 4 m. Основите са направени от големи камъни с дължина до 1,5 метра, които лягат плътно един до друг и са свързани с хоросан. На нивото на четвъртия етаж стените образуват вече осмоъгълни призми.
Кулата е изградена на 5 нива. Избената част служи за складиране на военни амуниции. На първия етаж са разположени 7 пушечни бойници, чиито огън фланкира входната порта и западната и южната част на крепостната стена. Тясно и стръмно каменно стълбище води към втория етаж, където се намират още 6 пушечни бойници. През 20 век някои от тях са разширени и на тяхно място са поставени големи прозорци. Таванът на този етаж е засводен, а на по-горните е от гредоред. На всеки от следващите етажи също са разположени бойници, чиито размери са разчетени както за пушечен огън, така и за ръчно огнестрелно оръжие.

### Югоизточна, североизточна и северозападна кули
Фасадата на североизточната кула е изпълнена със същите безупречно изработени орнаменти, като са добавени и кръгли ниши. Фасадите на другите две са изработени хармонично с тези на останалите, но не са така пищно украсени. Предполага се, че първоначално княжеското жилище е било в североизточната кула. По-късно, след проведените довършителни работи по двореца, то е преместено в него.

## Бастион
В началото на 17 век около замъка е изграден бастион, като важна част от допълнителните отбранителни елементи. Представлява земен насип от плътно трамбовани глина и пясък, с неправилна форма и височина 9 метра. В четирите му ъгъла са изградени неголеми укрепления. Между него и замъка е оформен ров, пълнен с вода от река Миранка. Съоръжението има форма на мощен четириъгълник с размери 170х150 m, който изпълнява ролята на първа отбранителна линия и поема началото на атаките.

## Статут
През 1983 година в замъка започват реставрационни работи, а през 1987 крепостта става филиал на Държавния художествен музей на Беларус. На следващата година е приет правителствен декрет, с който замъкът получава статут на Историко-културна ценност с национално значение. През 1989 година е приет проект за реставрация, в който е предвидено в замъка да бъде организирана музейна експозиция. Първата част от нея е открита през 1992 година в Югозападната кула.
На 9 юли 2000 година комплексът е добавен към списъка на Световното културно наследство към ЮНЕСКО. През юли 2002 година генералният директор на ЮНЕСКО Коитиро Мацуура посещава Мирския замък, за да връчи свидетелството за новия висок статут и да открие паметен знак, изработен по този повод.
Научноизследователските и проектни работи по реставрацията на Мирския замък започват през 1968 година, а практическата работа – през 1983. На 16 декември 2010, след приключване на реставрационните работи, се състои тържественото откриване на комплекса, който на 11 април 2011 получава статут на самостоятелен музей.

## Музей
Първата музейна експозиция е открита през 1992 година в Югозападната кула и се състои от 6 експозиционни раздела. Първата постоянна изложба е открита на 16 януари 2010 година в Северния корпус на двореца, където интериорът е напълно реконструиран. Тук са изложени 39 пълноценни експозиции, отнасящи се до замъка и параклиса-гробница на князете Святополк-Мирски. Освен съхранените архитектурни елементи и детайли, интерес представлява и възстановеният интериор на главните зали – Парадната, Портретната и Балната. В тях са изложени предмети от началото на 17 до средата на 18 век. В експозицията са представени уникални предмети, мебели, оръжия, гоблени и други.

## Легенди
- Легенда за ябълковата градина – През 19 век, когато замъкът е собственост на Святополк-Мински, на мястото на езерото край замъка имало ябълкова градина. Князът заповядал да изкоренят ябълките и на тяхно място да изкопаят езеро. Тъй като било пролет и дърветата цъфтели, слугите отказали да ги унищожат, понеже според вярванията, който изкорени цъфтящо дърво, ще бъде проклет. Тогава князът сам изтръгнал първите дървета, а останалото довършили хора, наети от по-далечни места.[5]

При изкопните работи започнали да се случват инциденти и много хора загинали. Загинал и синът на местната магьосница, която, не можейки да преживее мъката, проклела мястото, като го орисала в него да потънат толкова хора колкото дървета са били унищожени. Скоро след това в него се удавила 12-годишната княгиня Соня, а сам князът също умрял на брега му. След това в езерото продължавали да се давят все повече хора, докато накрая, след като количеството на загиналите и ябълковите дървета се изравнило, случаите на удавяне престанали.
- Легенда за тунела – Според мълвата, между постоянната резиденция на Радзивилов в Несвиж и замъка съществува таен тунел. Той бил толкова широк, че по него можело да се премине с тройка коне. археолозите така и не са намерили такъв тунел.[5]

- Легенда за овчата глава – На южната стена на замъка се вижда камък, който много прилича на овча глава. Според преданието, ако този камък падне, целият замък ще рухне до основи и никой повече няма да може да го възстанови.[5]

- Входът към комплекса
- Езерото
- Замъкът през нощта
- Стръмно стълбище в Североизточната кула
- Комин на двореца
- Кладенецът през зимата

- Дворец
- Таван с позлатени орнаменти
- Една от залите
- Кабинет
- Трапезарията

- Музей
- Макети на оръдия
- Гюлета
- Княжеско облекло
- Глава на елен
- Крилати хусарски доспехи
- Рицарски доспехи

- Параклис-гробница на Святополк-Мирски
- Задна фасада
- Разрушенията след войната